# Resolució 1155 del Consell de Seguretat de les Nacions Unides
La Resolució 1155 del Consell de Seguretat de les Nacions Unides fou adoptada per unanimitat el 16 de març de 1998. Després de reafirmar les resolucions 1125 (1997), 1136 (1997) i 1152 (1998) sobre la situació a la República Centreafricana, el Consell va autoritzar la continuació de la Missió Inter-Africana per al Seguiment de l'Aplicació dels Acords de Bangui (MISAB) al país fins al 27 de març de 1998.
La missió MISAB de vigilància de dels països africans va ser elogiada pel Consell de Seguretat per les seves contribucions per estabilitzar la República Centreafricana, inclòs l'entrega d'armes. Els països que participen en la missió havien estès el seu mandat fins al 15 d'abril de 1998, per garantir una transició sense problemes a una missió de manteniment de la pau de les Nacions Unides en eal país. També va destacar la necessitat que totes les parts dels Acords de Bangui els implementessin plenament.
Actuant en virtut del Capítol VII de la Carta de les Nacions Unides, els països participants en la MISAB estaven autoritzats en garantir la seguretat i la llibertat de circulació del seu personal fins al 27 de març de 1998. En aquesta data, el Consell de Seguretat adoptarà una decisió sobre l'establiment d'una missió de manteniment de la pau al país.